# NGC 6269
NGC 6269 (również PGC 59332 lub UGC 10629) – galaktyka eliptyczna (E), znajdująca się w gwiazdozbiorze Herkulesa. Odkrył ją Albert Marth 28 czerwca 1864 roku.